# Cercosphaera coloura
Cercosphaera coloura är en kräftdjursart som beskrevs av Bruce 1994. Cercosphaera coloura ingår i släktet Cercosphaera och familjen klotkräftor. Inga underarter finns listade i Catalogue of Life.